# Partito Democratico Costituzionale Italiano
Il Partito Democratico Costituzionale Italiano (PDCI) fu un partito politico del Regno d'Italia di ispirazione liberale sociale.
Esso nacque nel 1913 da una delle correnti di sinistra dei "Ministeriali" di Giovanni Giolitti; Il primo congresso si svolse dal 22 al 28 maggio 1913 a Roma. Nello specifico il PDCI fu la forza che raggruppò la "sinistra democratica" erede della componente zanardelliana. 
A differenza di molti altri partiti liberali nati dai Ministeriali, il Partito Democratico Costituzionale non si presentò nel cartello dei Liberali, con la quale rimase comunque alleata negli anni successivi.
Alle elezioni politiche italiane del 1913 il partito (che al nord presentò spesso candidati in comune coi liberali) ottenne il 5,5% ed elesse 29 deputati. Entrò poi nella coalizione di governo guidata dall'Unione Liberale.
Nel 1919 il partito si fuse con altri partiti e gruppi di ispirazione liberale sociale, dando vita al Partito Democratico Sociale Italiano.